# Jacques Jolidon
Jacques Jolidon (Saignelégier, 14 juli 1969) is een Zwitsers voormalig wielrenner. Zijn broer Jocelyn Jolidon was ook wielrenner.

## Belangrijkste overwinningen
1992
- 7e etappe Ronde van Beieren
- Eindklassement Ronde van Beieren

1993
- 7e etappe Herald Sun Tour

## Resultaten in voornaamste wedstrijden
| Jaar | Milaan-San Remo | Gent-Wevelgem |
| ---- | --------------- | ------------- |
| 1993 |                 | 58e           |
| 1996 | 164e            |               |